# Branko Milovanovic
Branko Milovanovic (Osecina, Antigua Yugoslavia, 13 de enero de 1973) es un exfutbolísta yugoslavo. Actualmente es el secretario técnico del AEK de Atenas de la Primera División de Grecia.

## Trayectoria
En su país natal se formó en las categorías inferiores de Podgorica, Buducnost Valjevo y, desde los 16 años, OFK Belgrado. Este último acabaría siendo su primer equipo profesional a partir la temporada 1992/93. Tres campañas pasó en la primera plantilla del club de la capital serbia, en el que jugó 71 encuentros de Liga y anotó 10 goles, destapándose como uno de los futbolistas más destacados de una prometedora generación. Su control del ritmo de juego y la exactitud de sus pases le dieron fama internacional, y llegó a jugar para la selección sub-21 de su país. Poco después en la temporada 95/96 John Benjamin Toshack pidió a Lendoiro su contratación inmediata, describiéndole como "el cerebro del futuro Dépor". 
Debutó contra el Compostela (temporada 1995/96), y ese partido el Deportivo perdió por un sonrojante 4-0. A Branko le tocó el papelón de salir al campo a 12 minutos para la conclusión del desigual duelo, sustituyendo a su compatriota Miroslav Djukic. Durante ese curso tuvo minutos en algunos partidos más, hasta sumar un total de doce apariciones en Liga. Escasas oportunidades al juicio de 'Milo', que intentó abandonar La Coruña en el verano siguiente. Todavía era joven, así que el club le convenció para esperar su oportunidad... al mismo tiempo que contrataba a Rivaldo y Martins, y Toshack le dejaba sin ficha. El serbio muy joven todavía, y en un equipo plagado de estrellas se hundió en el ostracismo.
A mediados de la temporada 96/97 el futbolista yugoslavo entró como moneda de cambio en la operación Nuno, con el Vitoria de Guimarães portugués.
Branko era un futbolista de corte ofensivo, con gran técnica, con juventud, y una gran visión de juego. Con ese cartel llegó a Portugal, para ser el nuevo organizador del equipo.
La presencia de la leyenda portuguesa Vítor Paneira impidió que las cualidades de Milovanovic luciesen en la otra liga profesional ibérica. Y eso que no lo hizo mal en sus primeros partidos. Se hablaban maravillas de su vocación ofensiva, de su remate de media distancia y su privilegiada visión de juego, de hecho uno de sus primeros encuentros con la escuadra lusa, fue contra el Celta de Vigo, en el Trofeo Memorial Quinocho que ese año ganó el equipo de Milovanovic por 2 goles a 1, realizando este un partido espectacular, y que fue retransmitido en España por Canal + haciendo que muchos aficionados al fútbol españoles se preguntasen el por qué un futbolista así no tenía sitio en la liga española... pero el tiempo hizo que de las alabanzas se pasase a las críticas. Varias lesiones después se fueron diluyendo. Fue titular con frecuencia y cumplió dignamente en su primer medio año en Portugal (17 partidos / 1 gol) y se diluyó con el inicio de la 1997/98 (10 partidos / 0 goles).
Aunque comenzó la 1998/99 en las filas del Vitória, y hasta llegó a participar en algún que otro partido, acabó traspasado al AEK Atenas. Con 26 años, Branko se convertía poco a poco en la típica eterna promesa. No destacó sobremanera en su primer club griego (14 partidos / 2 goles) y probó en uno más modesto en la campaña siguiente, el Ethnikos. El resultado fue el mismo: jugó quince encuentros y marcó dos goles. Ni siquiera un tempranero regreso a casa sirvió para que Milovanovic recuperase su buena estrella: en la 2000/01 firmó por el Milicionar Belgrado y sus cifras volvieron a ser discretas (12 partidos y 1 gol).
Con sólo 28 años, la idea de la retirada ya circulaba por la cabeza de 'Milo'. Ni siquiera la débil liga belga le daba ya minutos de gloria. Tristes fueron las dos campañas que pasó en el Charleroi: en la primera, participó en 14 encuentros sin ver puerta; la segunda se la pasó completamente en blanco. Ya cansado de desencantos, Branko Milovanovic se vistió de corto por última vez para el FK Vojvodina, durante la campaña 2003/2004. Tras jugar 21 partidos y marcar su último gol, colgó las botas definitivamente.
Después de la retirada sigue unido al mundo del fútbol como representante y en cargos técnicos, habiendo sido director deportivo del Lokomotiv Plovdiv Búlgaro. En junio de 2012 se hizo cargo de la secretaria técnica de la UD Las Palmas.